# Fernandocrambus oxyechus
Fernandocrambus oxyechus là một loài bướm đêm trong họ Crambidae.